# 仁和镇 (施甸县)
仁和镇，是中华人民共和国云南省保山市施甸县下辖的一个镇。

## 行政区划
仁和镇下辖以下地区：
仁和村、瓦房村、热水塘村、复兴村、勒平村、中和村、金鸭塘村、银滚坡村、杨家山村、丛杆村、茨菇村、菠萝登村、交邑村、张家村、保场村、土官村、苏家村、查邑村、菠萝村和五楼村。

## 中国传统村落
2013年8月，保场村、热水塘被评为第二批中国传统村落。